# Deinopa pastoria
Deinopa pastoria là một loài bướm đêm trong họ Erebidae.